# Stor Gendibal
Stor Gendibal  è un personaggio del romanzo di fantascienza L'orlo della Fondazione di Isaac Asimov. 
È un giovane Oratore della Seconda Fondazione. Sarà lui a intuire per primo l'esistenza di Gaia e anche colui che convincerà la Seconda fondazione a cercarla per distruggerla.
Gendibal diventerà Primo Oratore subito dopo le vicende raccontate in L'orlo della Fondazione. Personaggi legati a lui sono Sura Novi, che si rivelerà originaria di Gaia, Janov Pelorat storico e compagno di viaggio di Golan Trevize, il protagonista del libro in cui Gendibal fa la sua apparizione.